# Maison de Cézanne à L'Estaque
Pour les articles homonymes, voir Paul Cézanne et Estaque (homonymie).
La maison de Cézanne à L'Estaque est une maison provençale-atelier d'artiste de L'Estaque (quartiers de Marseille des bords de la mer Méditerranée) dans les Bouches-du-Rhône, en Provence-Alpes-Côte d'Azur. Une plaque commémorative marque ce lieu de nombreux séjours du peintre Paul Cézanne (1839-1906) où il développe durant 12 ans (1861-1886) son « style Cézanne » (évolution de son style impressionniste et postimpressionniste, vers le cubisme, le fauvisme, et l'art moderne du XXIe siècle). Ce site (non ouvert au public) fait partie des sites Cézanne d'Aix-en-Provence, avec sa bastide du Jas de Bouffan, son cabanon des carrières de Bibémus, et son atelier des Lauves.

## Histoire
Né à Aix-en-Provence en 1839, et profondément attaché à sa Provence natale, Cézanne vit et réalise son important œuvre entre autres dans sa bastide familiale du Jas de Bouffan, dans son cabanon des carrières de Bibémus, dans cette maison de L'Estaque, à Gardanne (entre 1885 et 1886), ou dans son atelier des Lauves entre 1901 et 1906. 

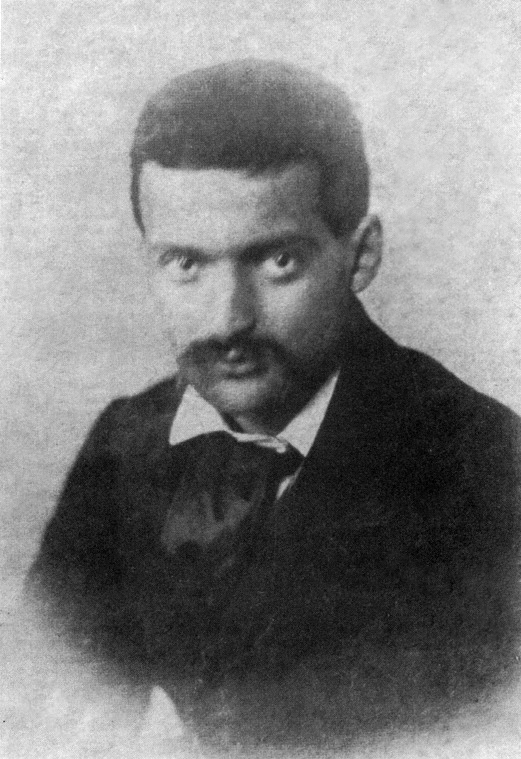
Paul Cézanne
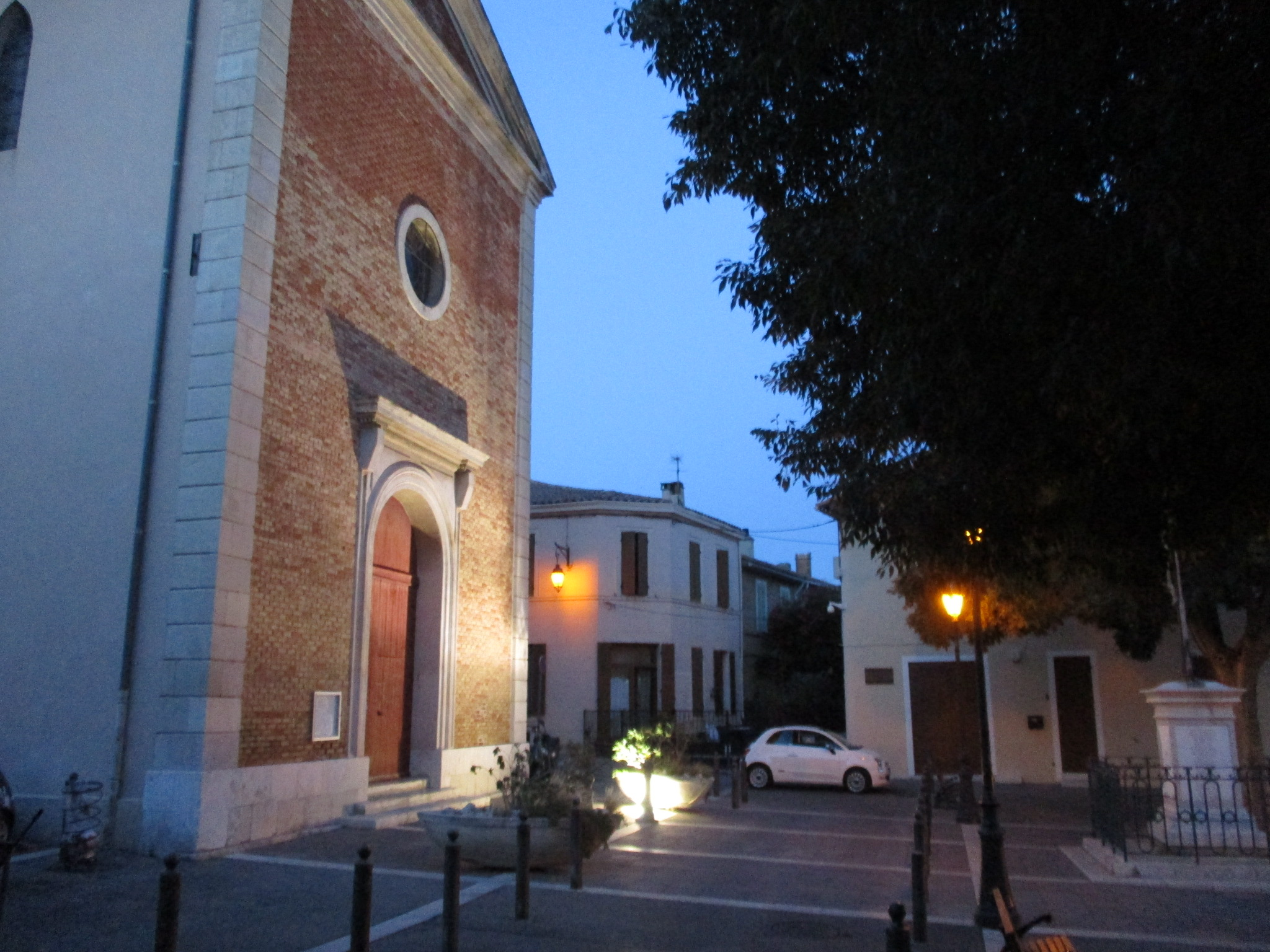
Église Saint-Pierre-ès-Liens de l'Estaque
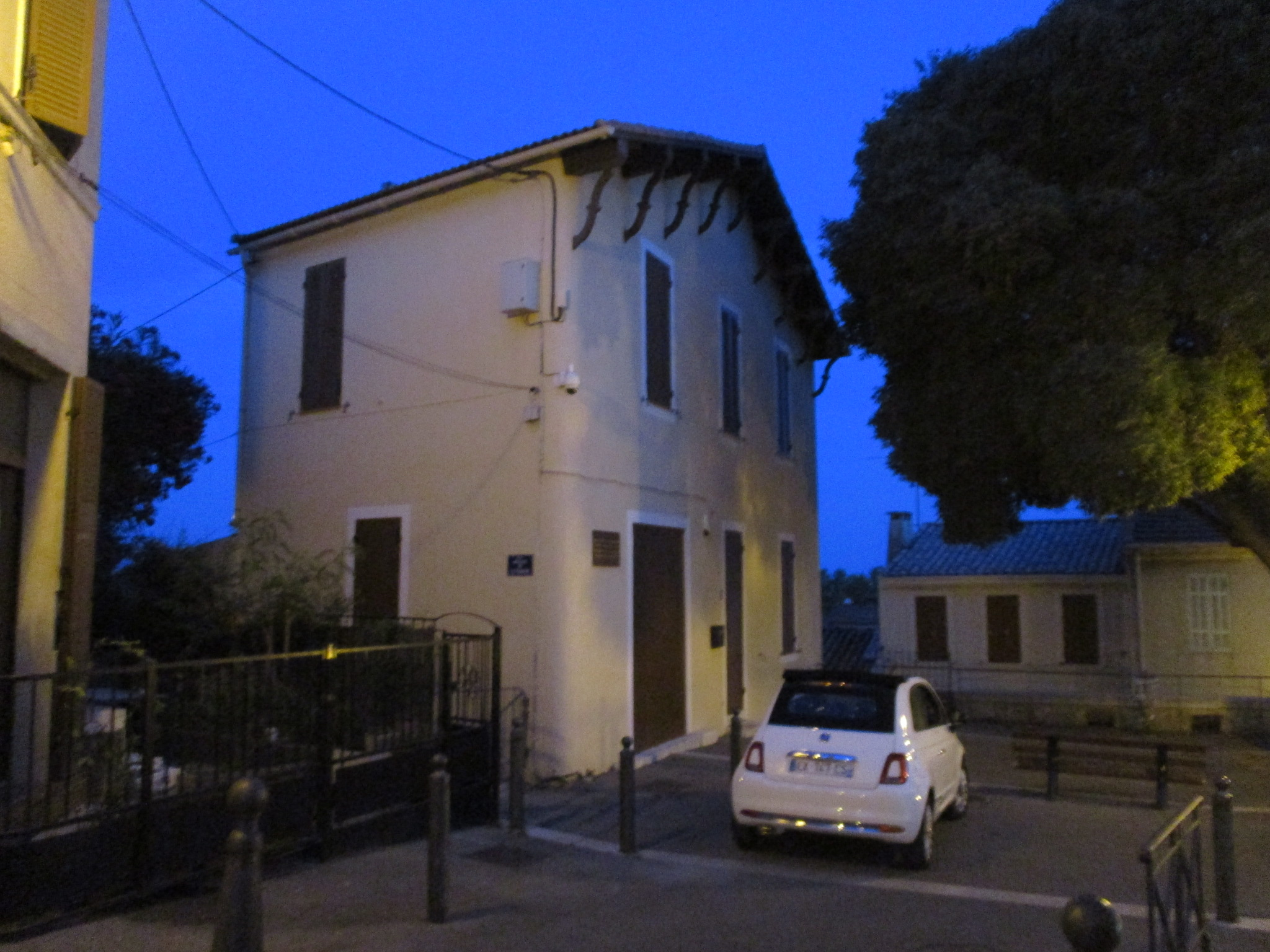
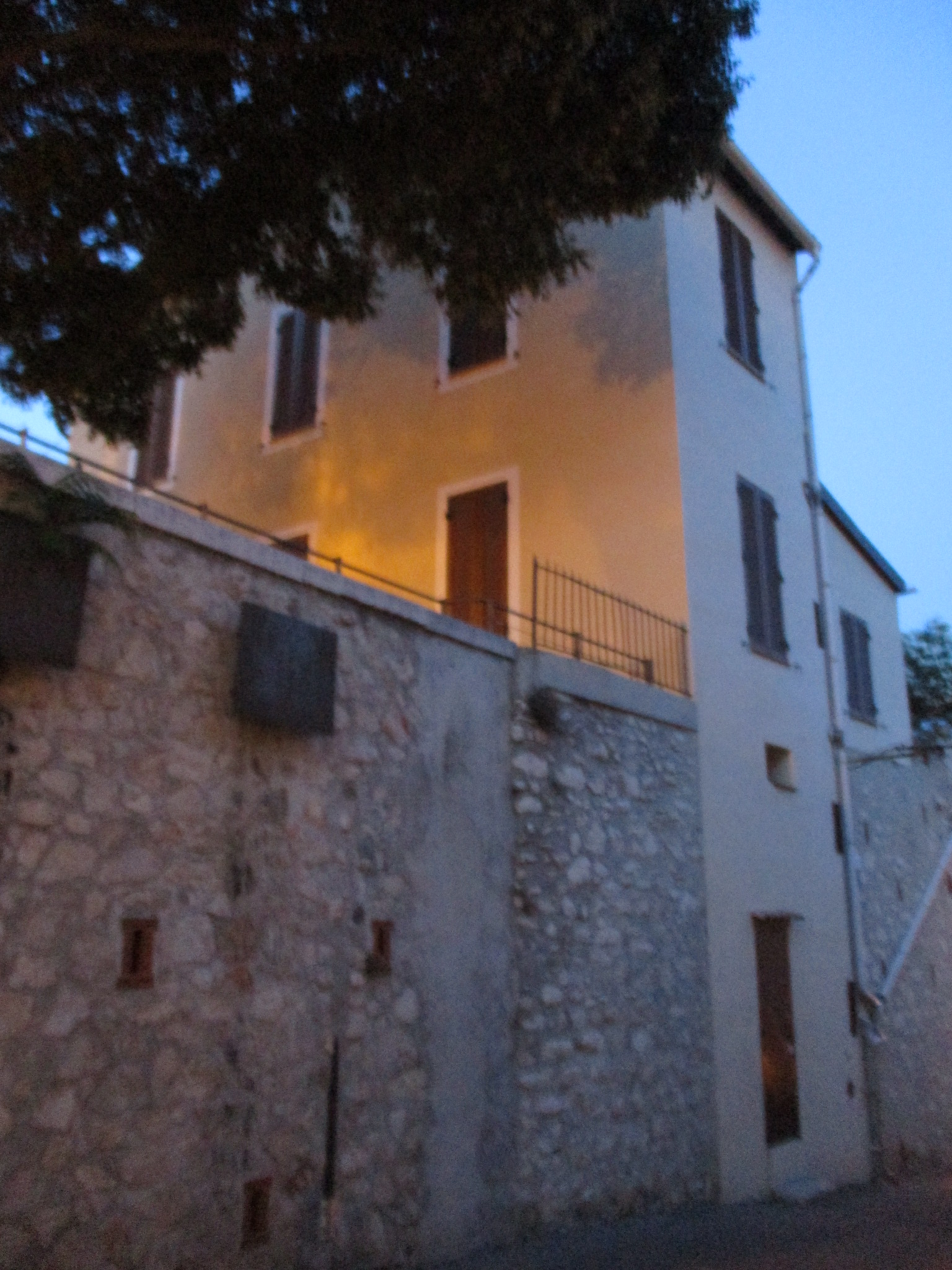
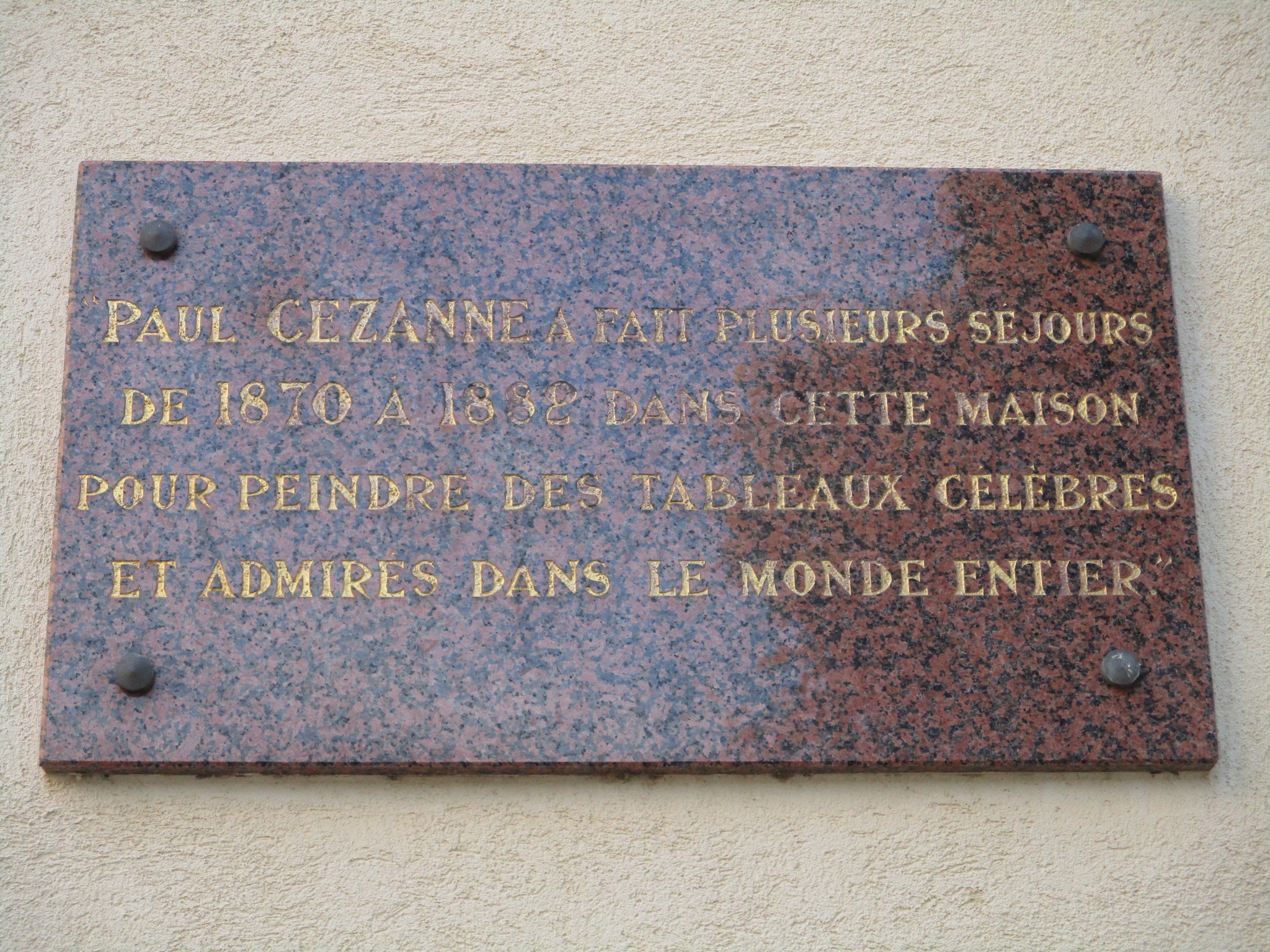
Plaque commémorative

Entre 1861 et 1870, alors qu'il commence sa carrière à Aix dans les affaires bancaires de son père, il fait de nombreux voyages à Paris et en Île-de-France, où il intègre l'académie Suisse, et devient, sous l'influence de Camille Pissarro, un des artistes peintres fondateurs de l'impressionnisme. Il y rencontre son modèle et future épouse Hortense Fiquet, avec qui il a un fils, Paul, et se perfectionne avec Auguste Renoir, Claude Monet, Édouard Manet, Alfred Sisley. 

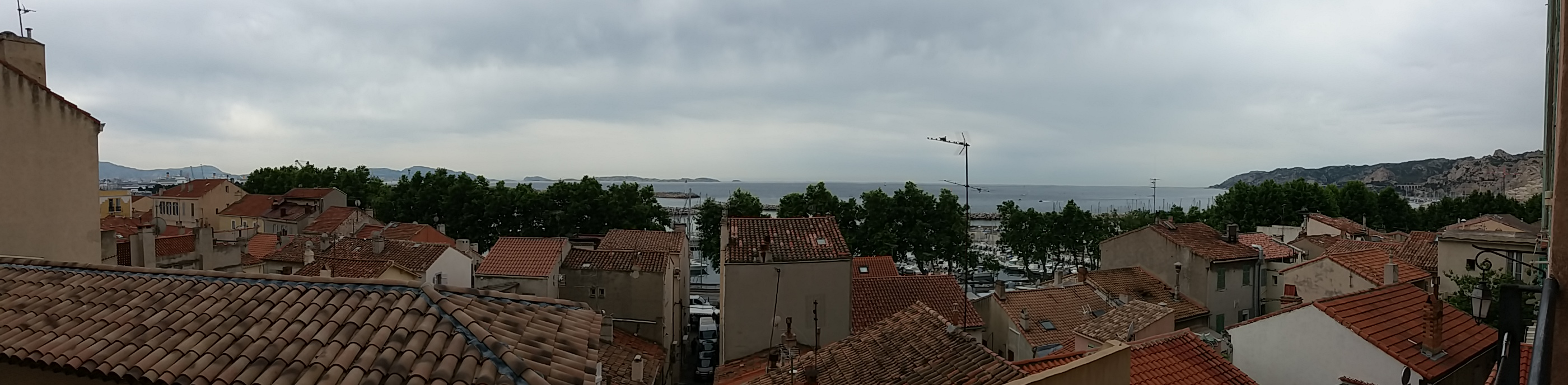
Vue panoramique depuis la place de l'église Saint-Pierre-ès-Liens de l'Estaque, sur les toits de L'Estaque et sur la mer Méditerranée.
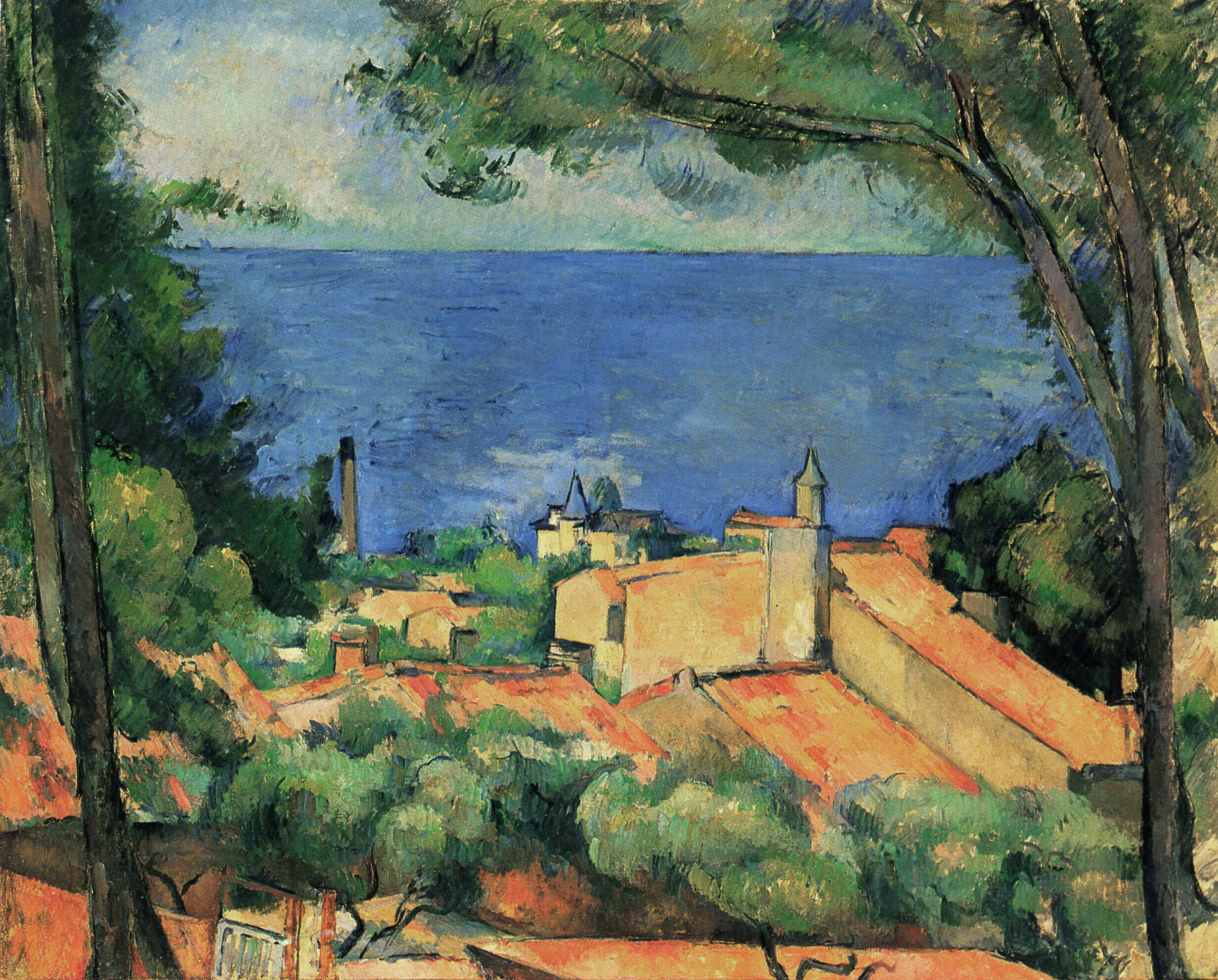
L'Estaque aux toits rouges, vers 1883

À partir de 1864, Cézanne séjourne régulièrement à L'Estaque, où sa mère loue une maison, voisine de l'église Saint-Pierre-ès-Liens de l'Estaque, sur les hauteurs du village, avec vue panoramique sur la mer Méditerranée et la baie de Marseille. Il s'y réfugie pour échapper à la mobilisation de la guerre franco-allemande de 1870, puis revient y séjourner régulièrement de 1876 à 1885. Il y reçoit, entre autres, ses amis Émile Zola, Camille Pissarro, Claude Monet, Auguste Renoir, Adolphe Monticelli. 

Quelques œuvres de Cézanne, inspirées des lieux
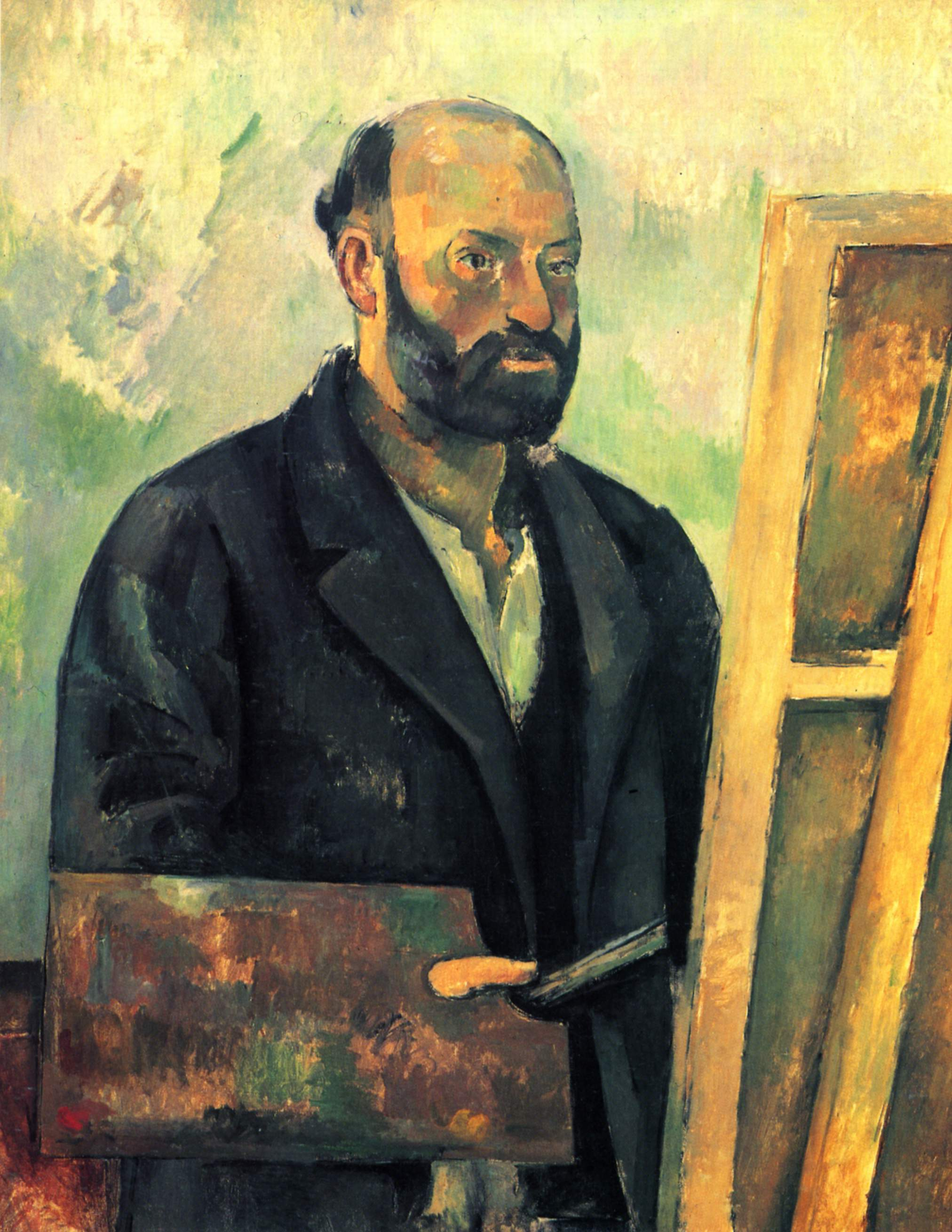
Paul Cézanne, autoportrait avec palette
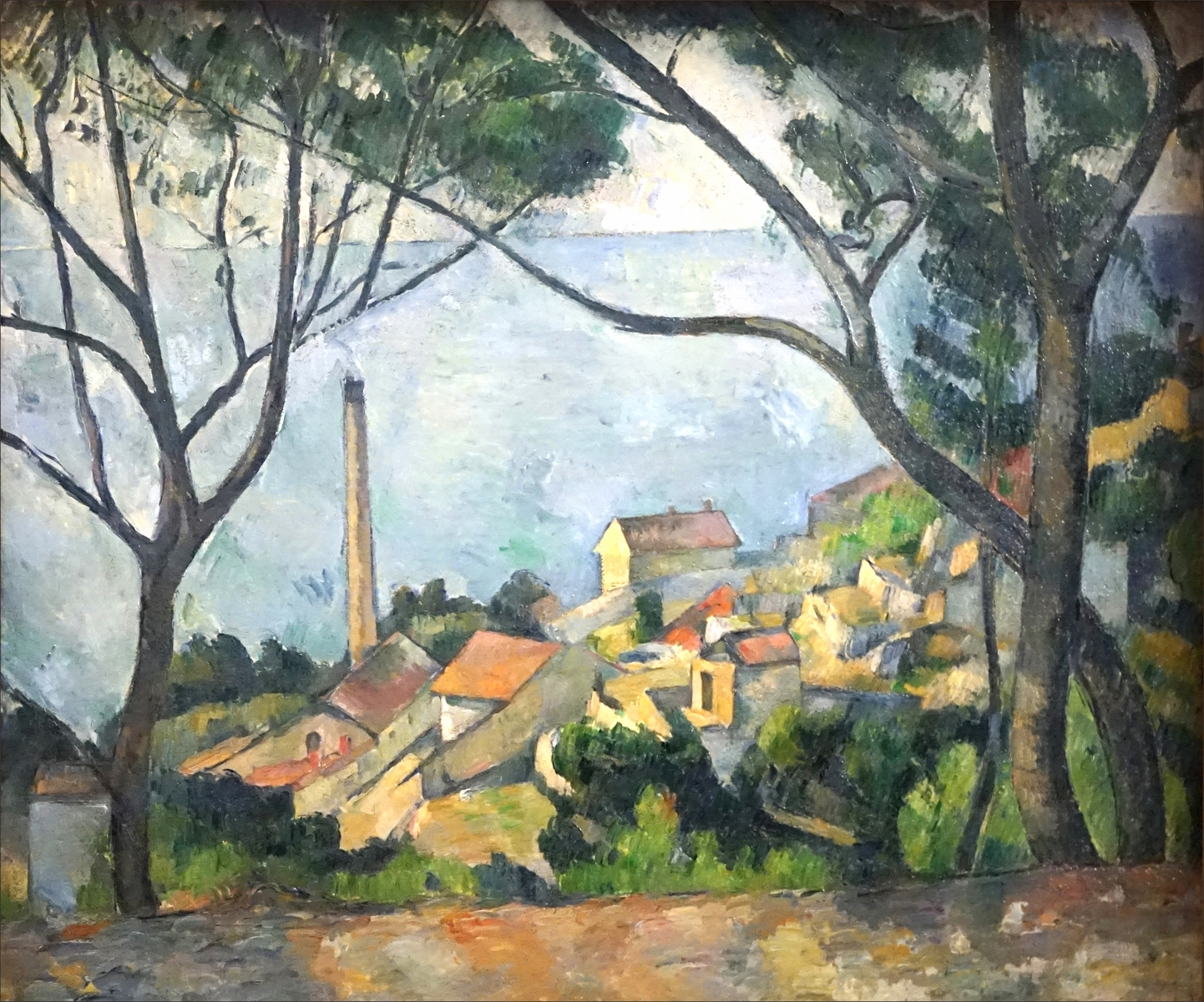
La Mer à L'Estaque, v1878, Musée Picasso de Paris
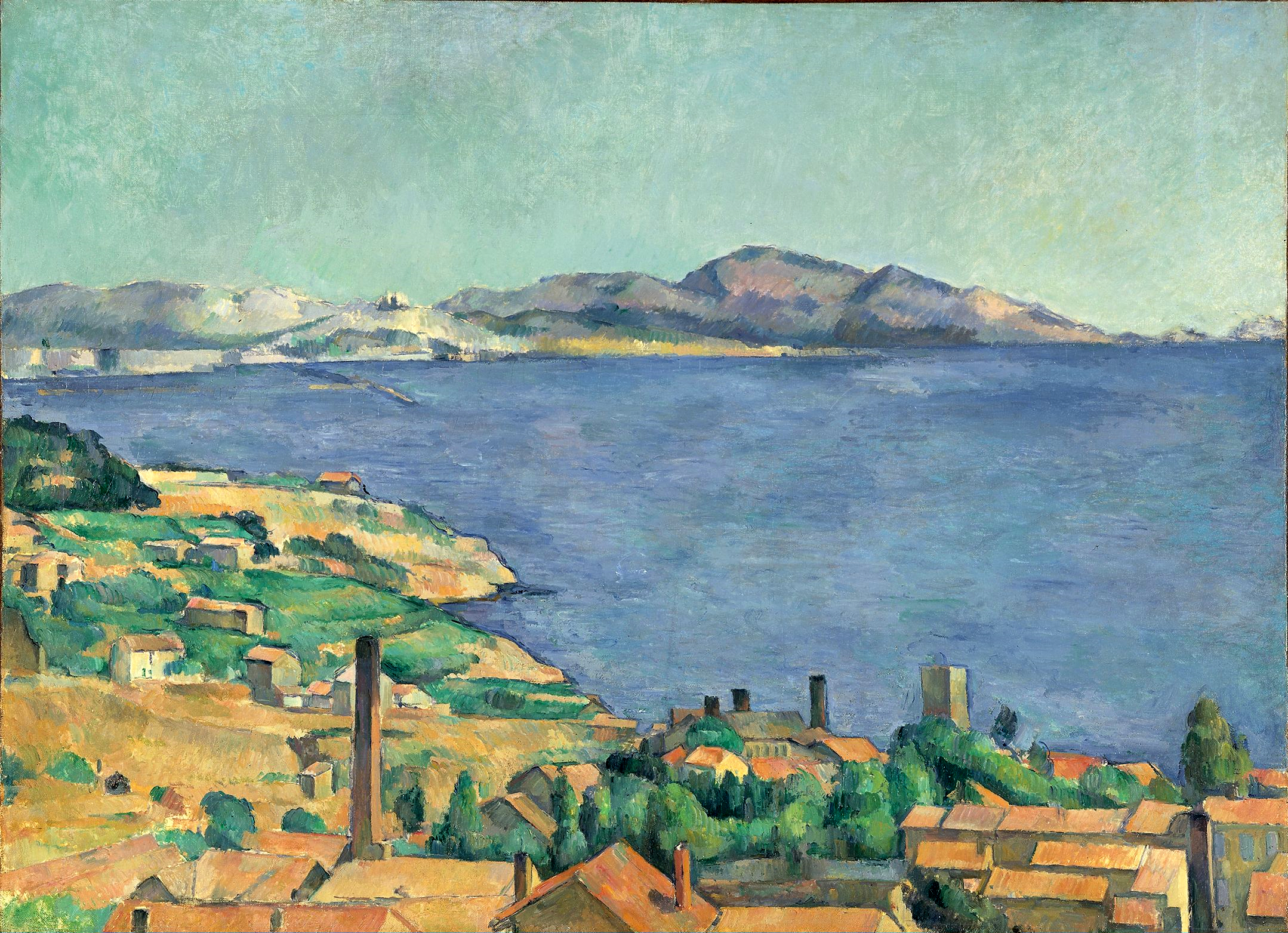
Le Golfe de Marseille vu de l'Estaque, v.1885, Metropolitan Museum of Art de New York
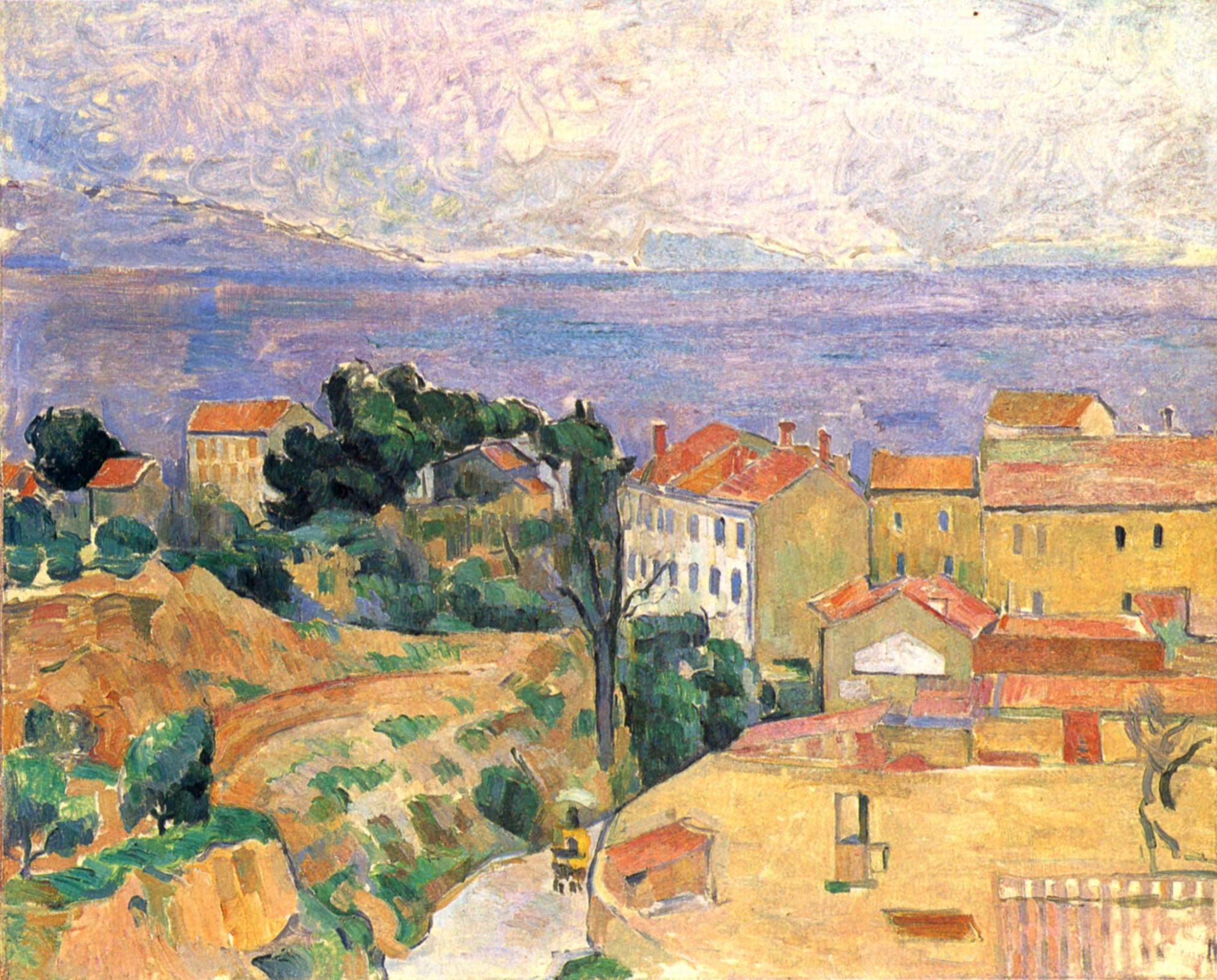
Vue de L'Estaque
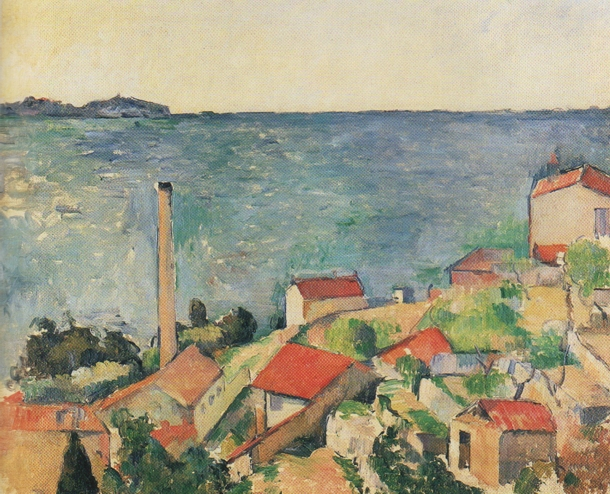
Vue de L'Estaque
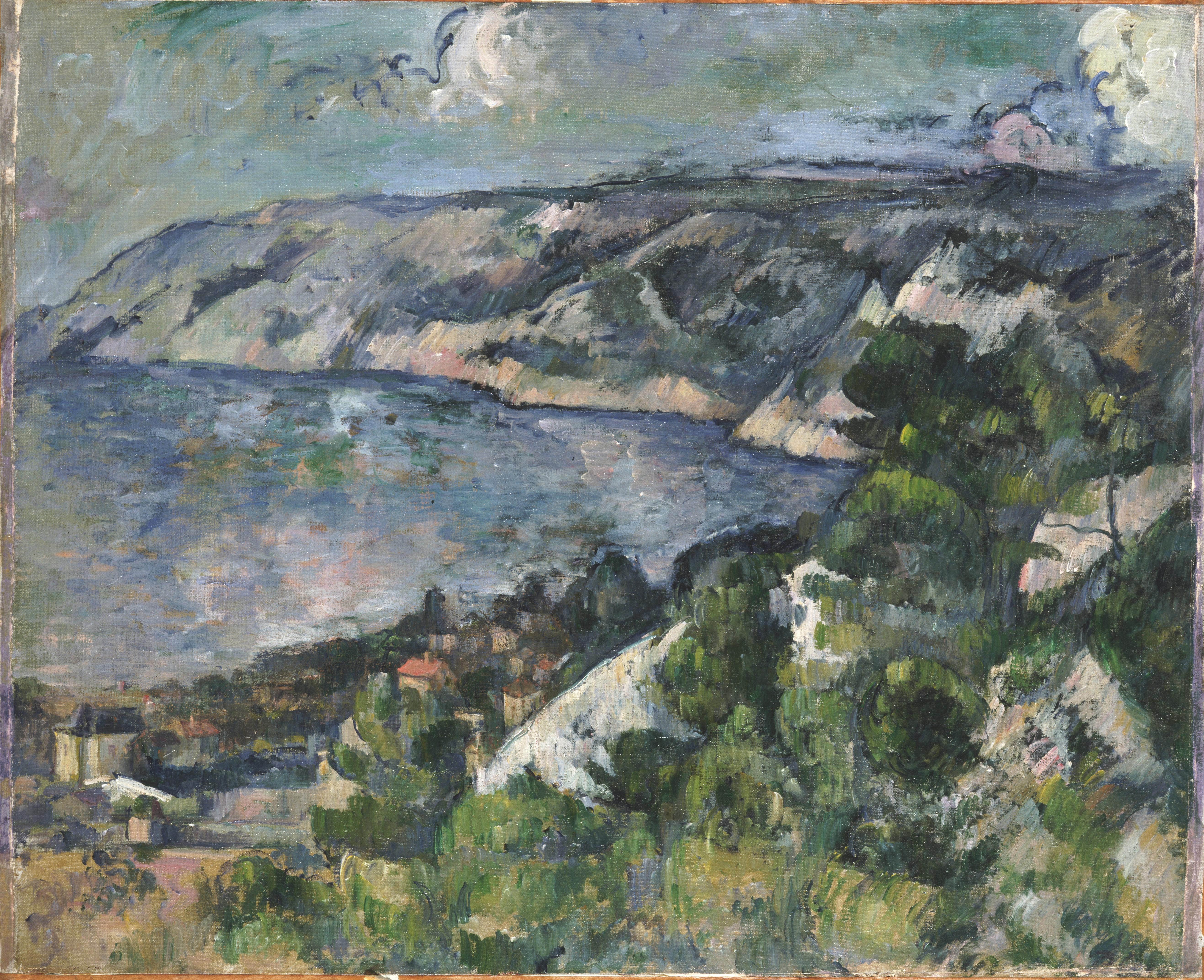
Baie de L'Estaque

Cézanne y installe son atelier d'artiste et plante son chevalet sur le port, et dans les hauteurs des calanques voisines. Ces lieux en amphithéâtre, avec point de vue panoramique féerique plongeant sur la Méditerranée et ses îles du Frioul et le château d'If, deviennent un de ses thèmes artistiques de prédilection, pour y peindre une soixantaine de toiles de la mer Méditerranée et de paysages de L’Estaque, dont  L'Estaque vue du golfe de Marseille, La Baie de l'Estaque vue de l'est, Le Golfe de Marseille vu de l'Estaque. Son « style Cézanne »  est une évolution progressive avec le temps, au moment de l'apparition des premières photographies, de son style impressionniste et postimpressionniste, vers le cubisme, le fauvisme, et l'art moderne du XXe siècle, en transformant des motifs en formes géométriques, aux couleurs intenses, lumineuses, et ensoleillées des paysages de L'Estaque : blanc des calanques, bleus intenses du ciel de Provence et de la Méditerranée, ocre provençale, vert des pinèdes et des oliviers, rouge des toitures de tuiles provençales. 

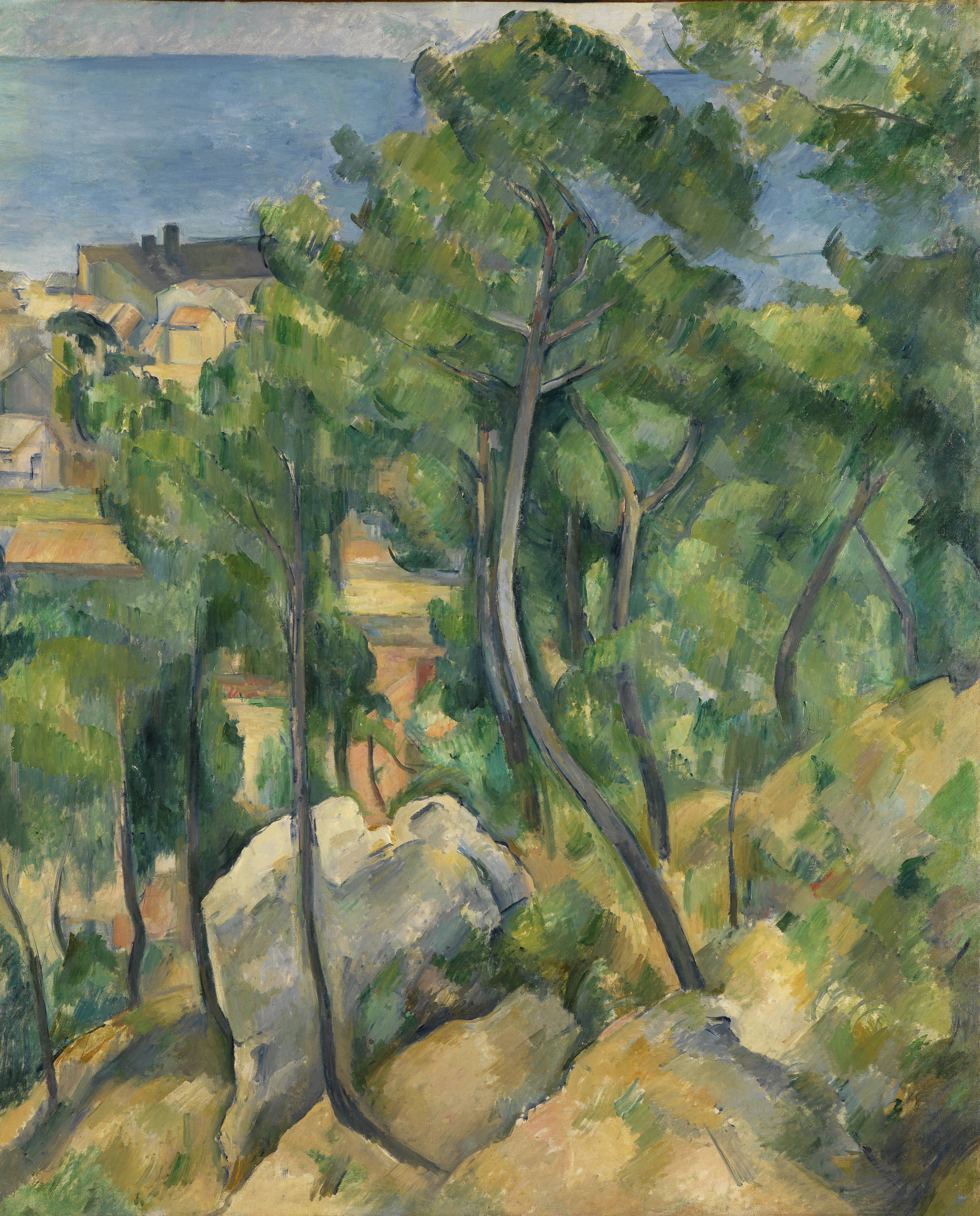
Vue sur la mer à L'Estaque
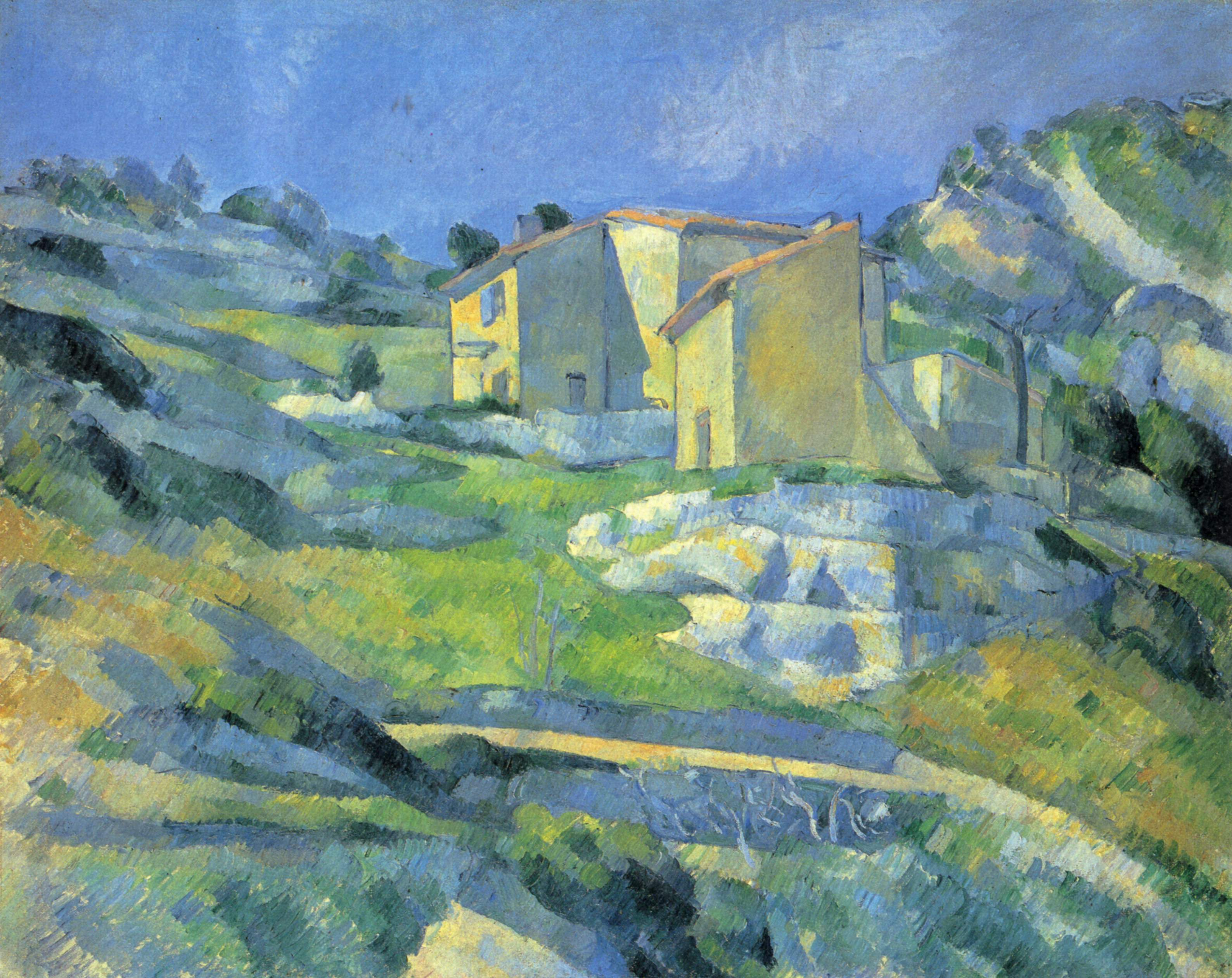
Maison de Provence à L'Estaque
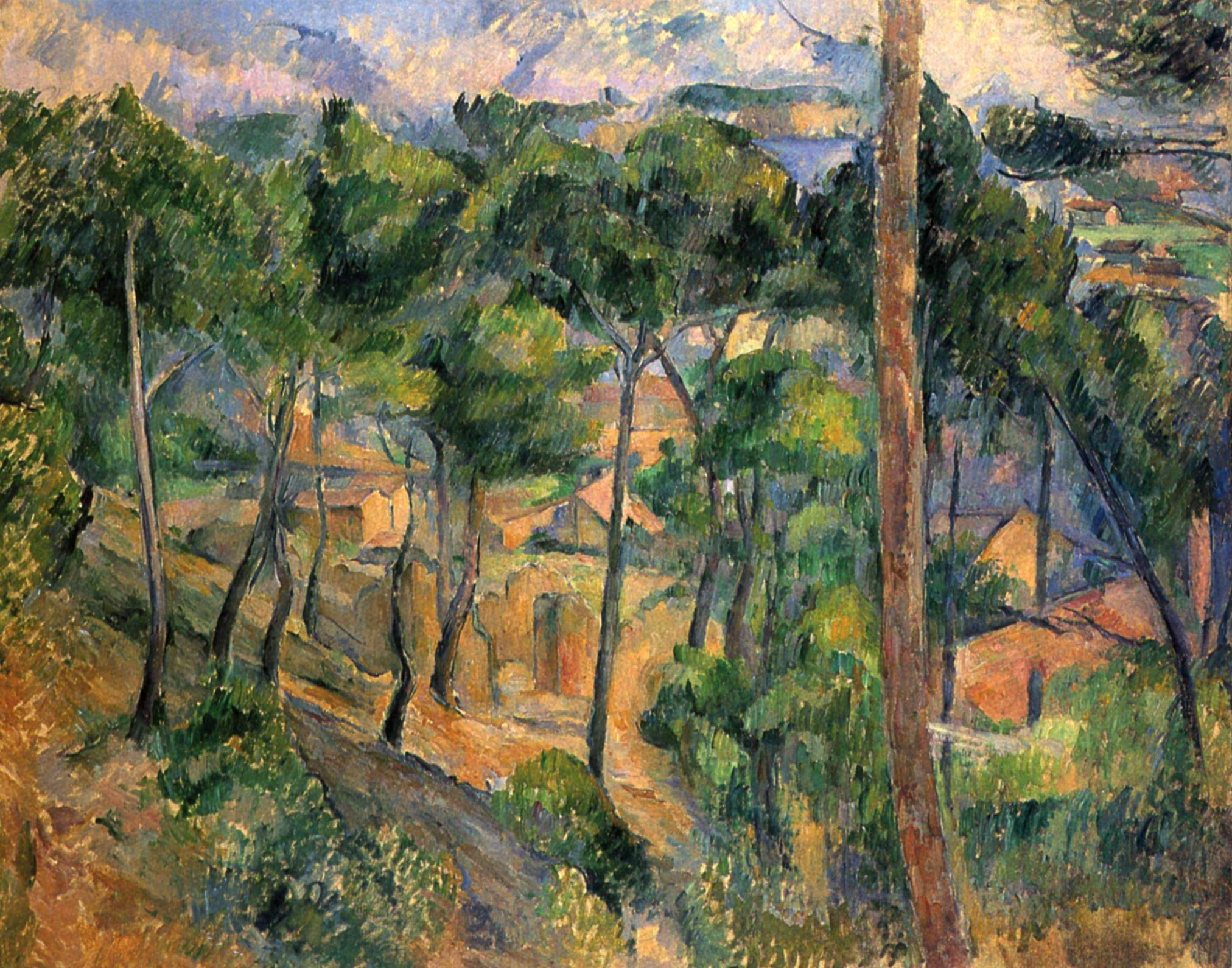
L'Estaque, regard à travers les pins, v1882-1883
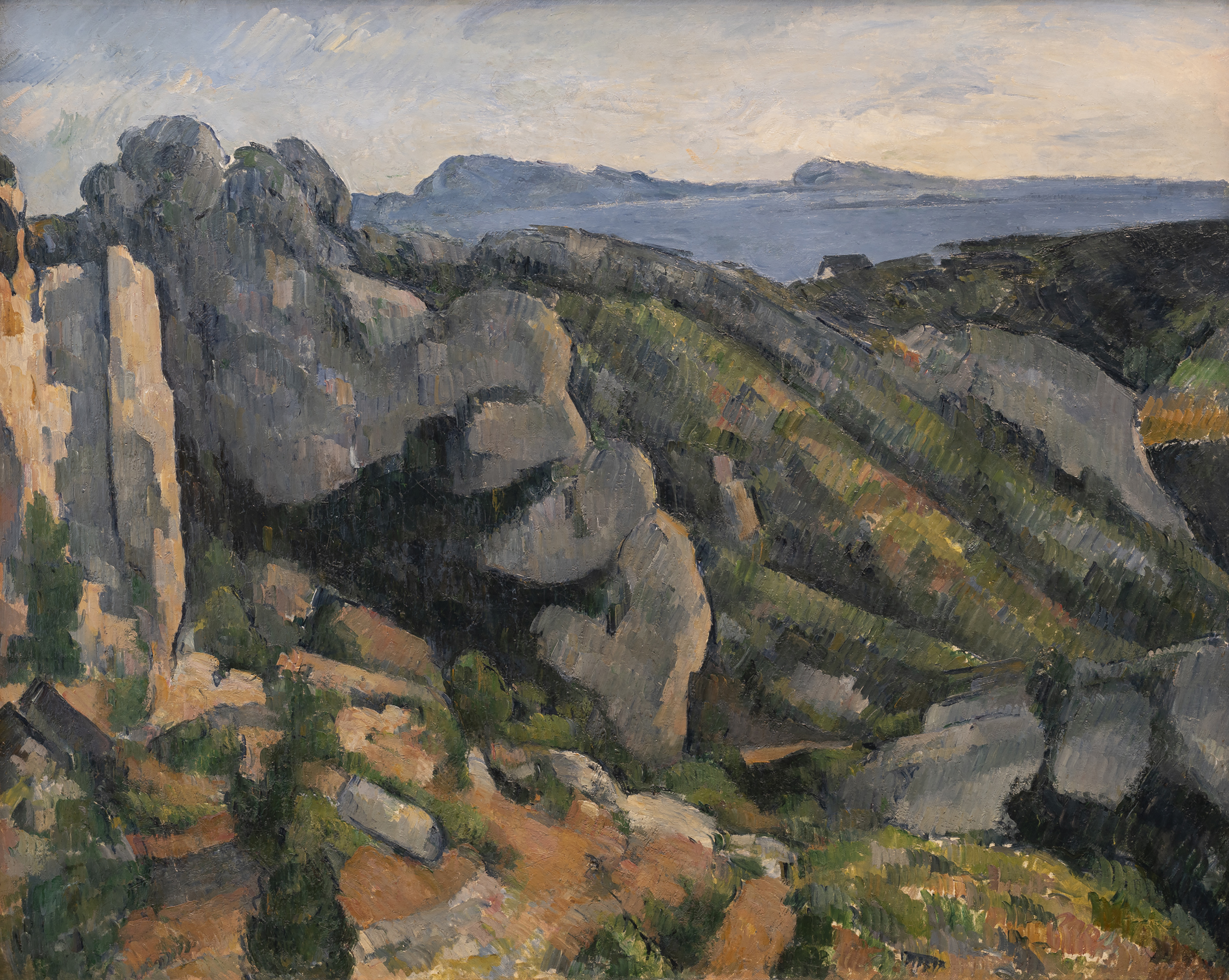
Rochers de L'Estaque, v1882-1885
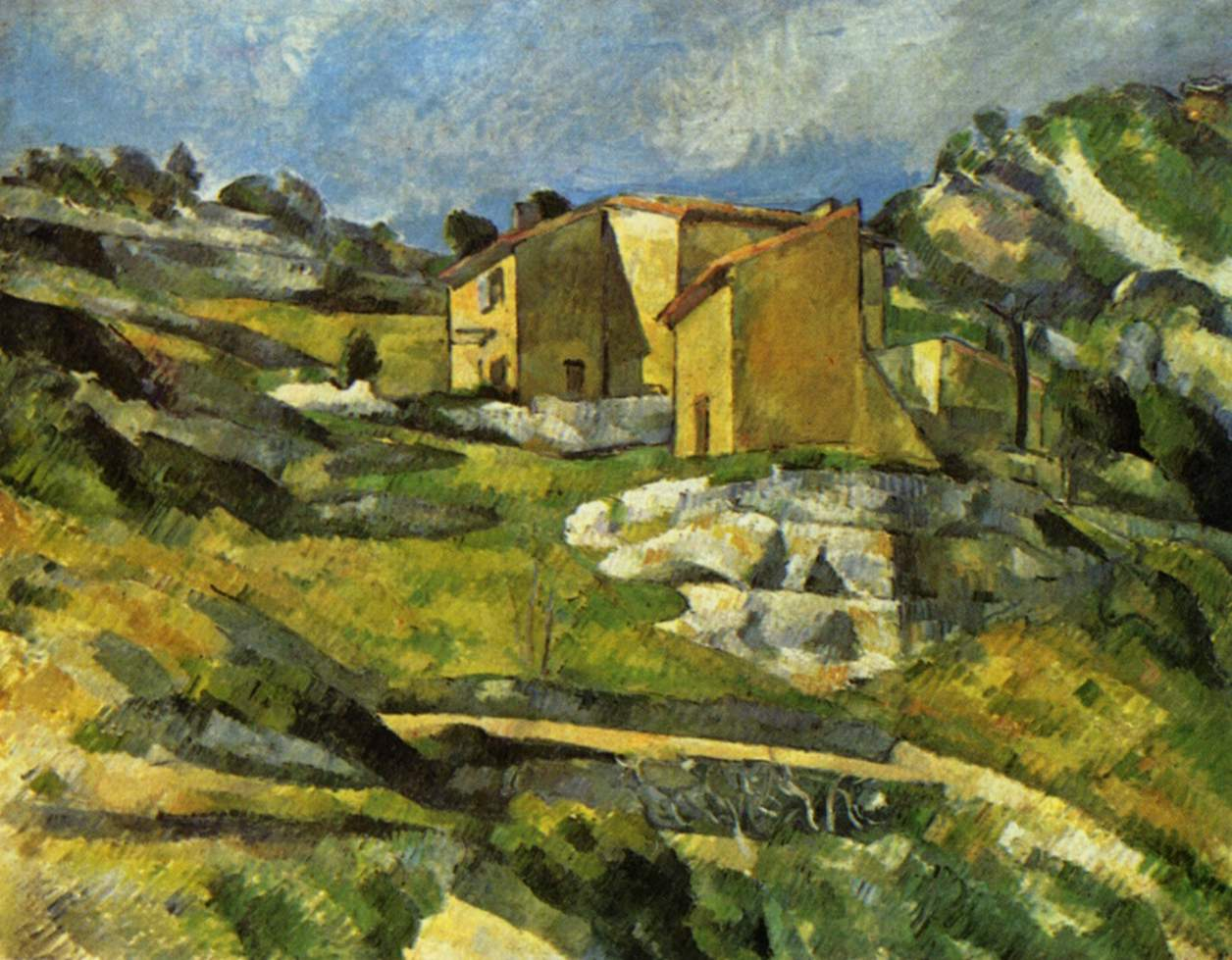
Maisons en Provence à L'Estaque
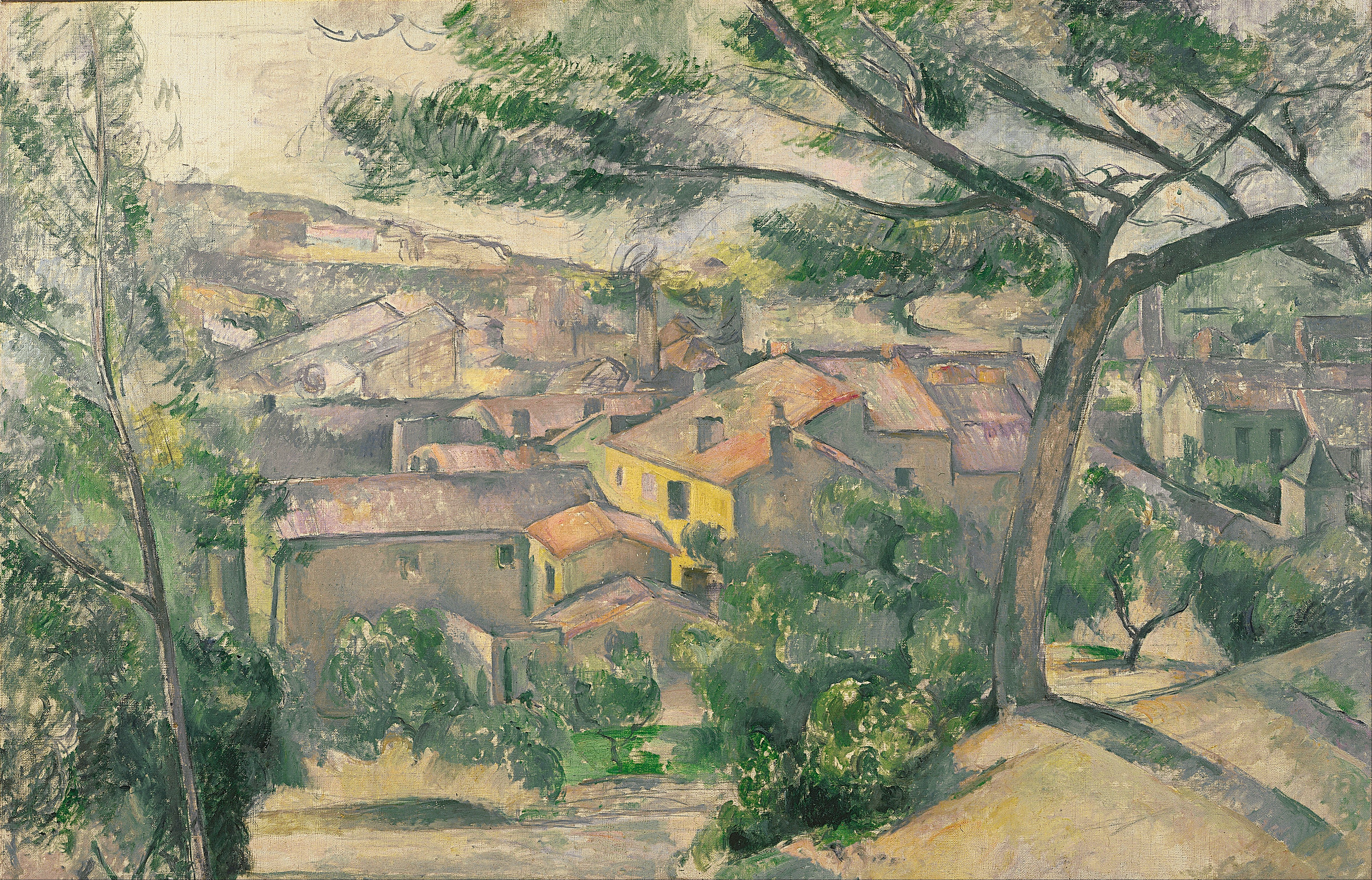
Vue du matin de L'Estaque à la lumière du soleil, Musée d'Israël de Jérusalem

Cézanne quitte les lieux en 1886, à la suite de l'important développement local des fabriques de tuiles, briques, carreaux, et tomettes. Il retourne à Gardanne et à sa montagne Sainte-Victoire, autre thème de prédilection de son œuvre exposé dans tous les plus importants musées d'art du monde. De nombreux artistes lui succèdent à L'Estaque pour étudier, s'inspirer, et développer son style, dont Georges Braque, Raoul Dufy, André Derain, Othon Friesz, ou August Macke.

## Anecdotes

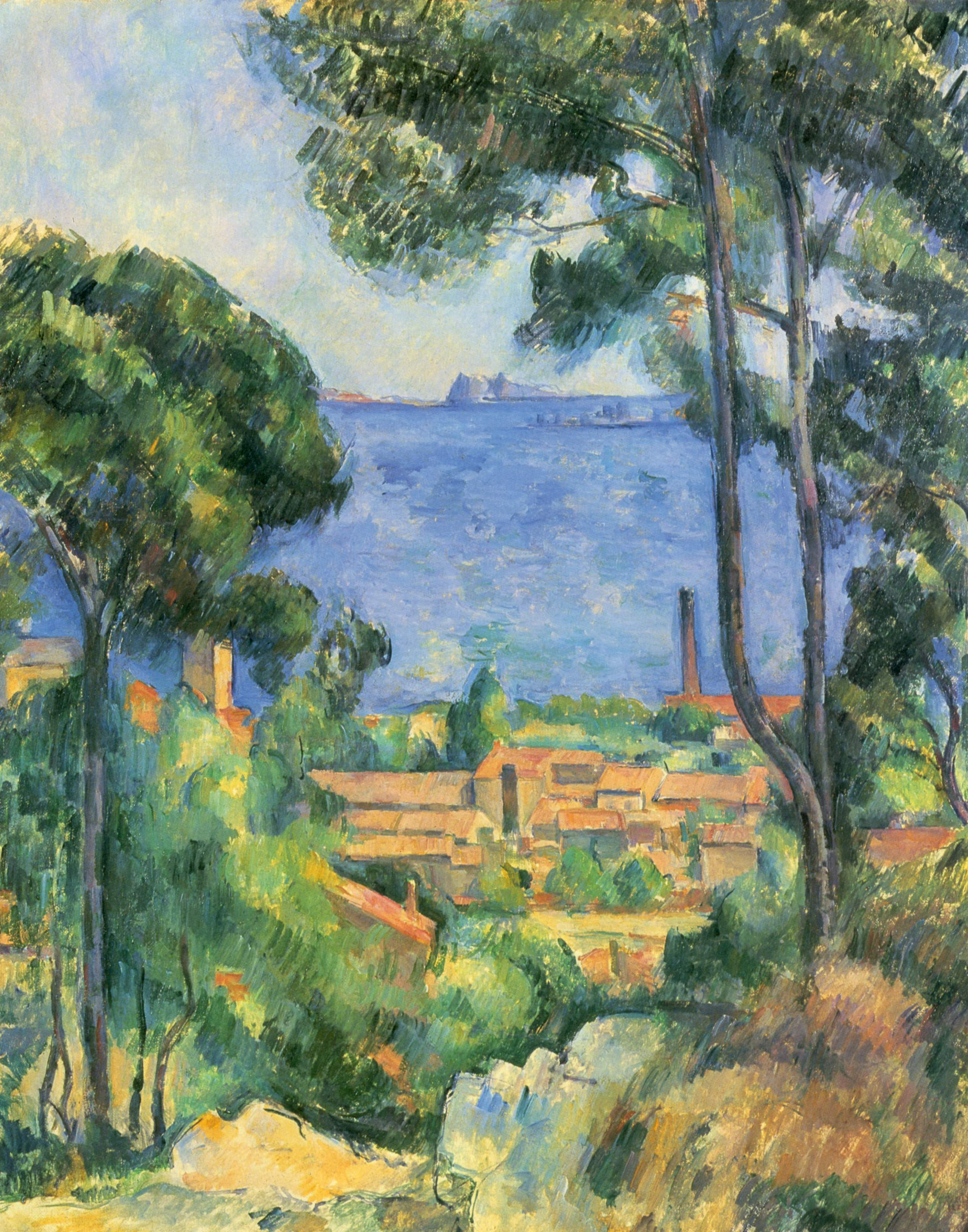
Vue de L'Estaque et du château d'If, 1885

En 2015, le tableau « Vue sur L'Estaque et le château d'If », un des derniers tableaux peints par Cézanne à L'Estaque en 1885, de la collection privée du collectionneur britannique Samuel Courtauld de la Courtauld Gallery de Londres, est adjugé 13,5 millions de livres (environ 18 millions €) à une vente aux enchères de Christie's à Londres.